# Héctor Elizondo
Héctor Elizondo (* 22. prosince 1936 v New Yorku, USA) je americký herec.
V americkém filmu a televizi se objevuje od počátku 70. let 20. století. Mezi jeho nejznámější televizní role patří postava lékaře Phillipa Watterse z televizního seriálu Nemocnice Chicago Hope. Jedná se osobního přítele a spolupracovníka režiséra Garyho Marshalla, celkem vystupoval v 14 jeho filmech. Mezi jeho vůbec nejznámější filmové role patří postava ředitele hotelu Barnarda Thompsona z amerického romantického snímku Pretty Woman, což byla také role, za kterou byl nominován na Zlatý glóbus. Zahrál si však v mnoha dalších snímcích režiséra Garyho Marshalla, jako je Nevěsta na útěku, Deník princezny nebo Na sv. Valentýna.